# خالد حسن
خالد حسن (عربی: خالد الحسن)، (زاده: ۱۳ فوریه ۱۹۲۸ – درگذشته: ۹ اکتبر ۱۹۹۴) یکی از رهبران جنبش فتح و یکی از نمادهای مبارزه فلسطین و از بنیانگذاران آن است که عضو کمیته مرکزی فتح بود.

## سیر زندگی
خالد حسن در ۱۳ فوریه ۱۹۲۸ در شهر حیفا زاده شد و مدرک تحصیلی خود را از مدارس حیفا گرفت و خانواده اش برای ادامه تحصیل در رشته اقتصاد وی را در سال ۱۹۴۷ به لندن فرستاد. در سال ۱۹۴۸ در جریان ضربه فلسطین به همراه خانواده به لبنان و سپس سوریه رفت و بدنبال آن در جریان پراکندگی فلسطینیان در تبعید به سر می‌برد.

## فعالیت‌ها
درجریان تأسیس سازمان آزادیبخش فلسطین وی احمد الشقیری را در کویت ملاقات کرد و جلسه‌ای با دولت و امیر کویت داشتند که منجر به بازگشایی دفتر سازمان فتح در کویت شد. وی همچنین جلساتی با بعضی شخصیت‌های پناهنده فلسطینی برای انتخاب مدیر دفتر سازمان داشت.
سه تن از کاندیداها خیری ابو الجبین و یحیی غنام که یک کاندید مردمی محبوبی بود و رئیس بخش کشاورزی در اداره کار بود، و خالد الحسن که کاندید جنبش فتح شد بودند. الشقیری مشورت‌هایی با طرف‌ها و گروه‌های مختلف فلسطینی آغاز کرد تا مدیر را انتخاب کند. پس از چندین مشاوره، خیری ابو الجیبین انتخاب شد و باعث شد تا خالد الحسن با الشقیری و ابو الجیبین خصومت کند.

## مناصب
با این حال، استعفای الشقیری پس از کنفرانس خارطوم و بدست گرفتن زمام امور در سازمان آزادیبخش فلسطین توسط فتح باعث شد که خالد الحسن به عنوان رهبر گروه سیاسی سازمان آزادیبخش فلسطین قرار بگیرد؛ بنابراین او عملاً مسئول الجبین شد و او را از کار برکنار کرد و سپس در طول سال‌های ۱۹۷۱–۱۹۷۴ مسئولیت بسیج و سازماندهی را بر عهده گرفت، و از سال ۱۹۶۸ ریاست کمیته روابط خارجی شورای ملی فلسطین را عهده‌دار شد، بنابراین از زمان رسمیت پیدا کردن جنبش فتح در سال ۱۹۶۷ عضو کمیته مرکزی فتح بوده و از اواخر دهه ۸۰ مسئولیت تبلیغات در جنبش فتح را برعهده گرفت.

## درگذشت
خالد حسن در ۹ اکتبر ۱۹۹۴ در مراکش درگذشت.